# Gabe Pruitt
Gabriel Michael Pruitt (* 19. April 1986 in Los Angeles) ist ein US-amerikanischer Basketballspieler.

## Karriere
Pruitt begann seine Basketballkarriere an der University of Southern California. Nach seiner College-Zeit wurde er im NBA-Draft 2007 an 32. Stelle von den Boston Celtics ausgewählt. Bei den Celtics kam er in der Saison 2007/08 nur wenig zum Einsatz, stattdessen spielte er hauptsächlich für das NBA D-League-Team Utah Flash. 
2008/09 spielte Pruitt in 47 NBA-Spielen für die Celtics und kam dabei im Schnitt für acht Minuten zum Einsatz. 2009/10 war er erneut in der D-League aktiv, diesmal für die Los Angeles D-Fenders und erneut für den Utah Flash. Zur Saison 2010/11 unterschrieb Pruitt dann einen Vertrag beim israelischen Verein Ironi Ashkelon.
Zur Saison 2011/12 kehrte er in die USA zurück und unterschrieb einen Vertrag bei der Sioux Falls Skyforce aus der D-League.